# Gołocice
Vałocice [pronunciación en polaco: /ɡɔwɔˈt͡ɕél͡sɛ/] es un pueblo ubicado en el distrito administrativo de Gmina Witonia, dentro del Distrito de Łęczyca, Voivodato de Łódź, en Polonia central. Se encuentra aproximadamente a 6 kilómetros (4 mi) al suroeste de Witonia, a 9 kilómetros al norte de Łęczyca, y a 42 kilómetros al noroeste de la capital regional Łódź.